# Костёл Святой Анны (Дзержинск)
Костёл Святой Анны — памятник старины, один из старейших деревянных католических храмов в городе Дзержинске Дзержинского района Минской области Белоруссии.

## История и описание
Костёл Святой Анны был построен в 1785 году в городе Дзержинске Минской области, в его облике сочетаются черты разных стилей, включая барокко и классицизм. Первое упоминание о строительстве костёла было в 1453 году. Костёл Святой Анны — выдающийся памятник старины, деревянного зодчества, представляет собой трёхнефную базилику, над фасадом возвышаются две башни. В старину костёл называли Божьей опекой. Здание костёла построено из дерева, из-за этого оно постоянно перестраивалось. Когда-то в центре костёла был алтарь, над алтарём икона Девы Марии (XVIII век). До 1945 года костёл Святой Анны был действующим, после Второй мировой войны здание костёла использовали то под склад, то в нём располагался Дом культуры, а потом музыкальная школа для детей. Свои реликвии (храмовые утвари) верующие хранили у себя дома до 1991 года. Верующим вернули храм в 1991 году. В 1994 году костёл был отреставрирован: на территории двора костёла Святой Анны появился город-сад с очень красивым алтарем Девы Марии, был освящён в честь Святой Анны и храм вновь был открыт для прихожан.
Костёл Святой Анны располагается по адресу: Республика Беларусь, Минская область, Дзержинский район, город Дзержинск, ул. Первомайская, д. 28